# Michele Galdieri
Michele Galdieri (Napoli, 18 novembre 1902 – Napoli, 30 novembre 1965) è stato un commediografo, paroliere e sceneggiatore italiano.

## Biografia
Figlio del poeta e drammaturgo Rocco Galdieri, operò per quarant'anni, dal 1925 al 1965, collaborando con i grandi del cinema italiano: Eduardo, Titina e Peppino De Filippo, Totò, Anna Magnani, Odoardo Spadaro, Lucy D'Albert e molti altri. Fu attivo anche in campo teatrale: scrisse un gran numero di commedie e riviste a cavallo della seconda guerra mondiale.
Fu autore dei testi di molte canzoni, fra cui la celeberrima Munasterio 'e Santa Chiara, lanciata da Giacomo Rondinella negli anni quaranta, Ma l'amore no, musicata da Giovanni D'Anzi, Portami tante rose, su musica di Cesare Andrea Bixio, interpretata da molti artisti, T'ho voluto bene (Non dimenticar), musicata da Gino Redi, lanciata da Flo Sandon's e diventata un successo mondiale nell'interpretazione di Nat King Cole.
Nella rivista Con un palmo di naso, scritta nel 1944 per Totò e Anna Magnani, sbeffeggiò Hitler dopo l'attentato del 20 luglio 1944 e inserì la celebre parodia di Ciccio Formaggio nella quale Mussolini rimprovera gli italiani di non averlo fermato.
Vinse nel 1954 il terzo Festival di Napoli 1954 con 'E stelle 'e Napule, su musica del maestro Giuseppe Bonavolontà, presentata da Gino Latilla con Carla Boni e Maria Paris.
Con il maestro Mario Bertolazzi scrisse, nel 1964, la commedia musicale I trionfi.

## Vita privata
Era padre dell'architetto Eugenio Galdieri.

## Programmi radiofonici Rai
- L'usignolo d'argento di Michele Galdieri, trasmesso nel 1955.
- Orfeo al Juke Box di Michele Galdieri, trasmesso il 24 luglio 1959.

## Teatro di rivista
- L'Italia senza sole di Michele Galdieri. Compagnia Luciano Molinari, Teatro Nuovo di Napoli (1925)
- La rivista... che non piacerà di Michele Galdieri. Compagnia Galdieri-De Filippo, Teatro dei Fiorentini di Napoli, 27 luglio 1927.
- L'occhio del mondo di Michele Galdieri. Compagnia Parravicini, Roma (1928)
- Poker di dame, operetta, libretto di Michele Galdieri e Willy, musica di Ettore Bellini (1929)
- Tutto dipende da quello di Michele Galdieri. Compagnia Riccioli-Primavera, Roma (1930)
- Senti questa se ti va di Michele Galdieri. Compagnia Riccioli-Primavera, Teatro Quattro Fontane di Roma (1931)
- Strade di Michele Galdieri. Compagnia Bluette-Navarrini (1932)
- La canzone di ognuno di Michele Galdieri. Compagnia Luciano Molinari, Teatro Nuovo di Napoli (1933)
- Il progresso si diverte di e regia di Michele Galdieri. Compagnia Luciano Molinari, Teatro Nuovo di Napoli (1933)
- Trottole di Michele Galdieri. Compagnia Luciano Molinari, Teatro Nuovo di Napoli (1934)
- Tutte le luci di Michele Galdieri, con Camillo Pilotto e Pina Renzi (1934)
- I milioni di Michele Galdieri e Arturo Milone, regia di Michele Galdieri, con i fratelli De Rege e Anna Magnani. Teatro Eliseo di Roma, 12 maggio 1935.
- Non so se rendo l'idea di Michele Galdieri, con i fratelli De Rege e Anna Magnani (1935)
- Marionette, che sanzioni! di Michele Galdieri. Compagnia di riviste Paal-Fineschi (1935)
- Sì e no, padroni del mondo di Michele Galdieri. Compagnia Luciano Molinari (1936)
- Oggi è domenica dove si va di Michele Galdieri. Compagnia Armando Fineschi (1936)
- E se ti dice va, tranquillo vai di Michele Galdieri, con Wanda Osiris. Teatro Quattro Fontane di Roma, 1º ottobre 1936.
- Tante mimose d'oro di Michele Galdieri. Compagnia Springher-Baghetti (1936)
- Ma adesso è un'altra musica di Michele Galdieri. Compagnia Fineschi-Osiris. Teatro Valle di Roma (1937)
- Aria di festa di Michele Galdieri. Compagnia Fineschi-Osiris-Donati, Teatro Valle di Roma (1938)
- Disse una volta un biglietto da mille di Michele Galdieri. Compagnia Renzi-Coop-Roveri, Teatro Quattro Fontane di Roma (1939)
- Mani in tasca, naso al vento! di e regia di Michele Galdieri, con Paola Borboni e Odoardo Spadaro. Teatro Mercadante di Napoli (1940)
- Divertiti stasera di e regia di Michele Galdieri. Compagnia Renzi-Coop-Roveri (1940)
- Quando meno te l'aspetti di e regia di Michele Galdieri. Compagnia Totò-Magnani, Teatro Quattro Fontane di Roma, 25 dicembre 1940.
- È bello qualche volta andare a piedi... di Michele Galdieri. Napoli (1941)
- Tutto l'oro del mondo di Michele Galdieri. Compagnia Fineschi-Donati (stagione 1941-1942)
- Volumineide di e regia di Michele Galdieri. Compagnia Totò-Magnani, Teatro Lirico di Milano, 3 febbraio 1942.
- Disse ancora quel biglietto da mille di Michele Galdieri, con Peppino De Filippo (1942)
- L'Orlando curioso di e regia di Michele Galdieri. Compagnia Totò-Lucy D'Albert, Teatro Valle di Roma, 31 ottobre 1942.
- Che ti sei messo in testa? di e regia di Michele Galdieri. Compagnia Totò-Magnani, Teatro Valle di Roma, 5 febbraio 1944.
- Con un palmo di naso di e regia di Michele Galdieri. Compagnia Totò-Magnani, Teatro Valle di Roma, 26 giugno 1944.
- Imputati, alziamoci! di Michele Galdieri. Compagnia Totò-D'Albert, Siena, 22 gennaio 1945.
- Ma le rondini non sanno di e regia di Michele Galdieri, con Nino Taranto (1945)
- Eravamo sette sorelle di Michele Galdieri e Aldo De Benedetti, regia di Oreste Biancoli. Compagnia Totò, Teatro Quattro Fontane di Roma, 1º gennaio 1946.
- Cominciò con Caino e Abele di e regia di Michele Galdieri, con Renato Rascel. Teatro Mercadante di Napoli, 30 novembre 1946.
- Buon appetito! di Michele Galdieri. Compagnia Dapporto-D'Albert, Napoli (1947)
- C'era una volta il mondo di e regia di Michele Galdieri. Compagnia Totò-Barzizza-Giusti, Teatro Valle di Roma, 21 dicembre 1947.
- Bada che ti mangio! di Michele Galdieri e Antonio De Curtis, regia di Michele Galdieri. Compagnia Totò-Barzizza-Giusti, Teatro Nuovo di Milano, 3 marzo 1949.
- Buondì, zia Margherita, testo e regia di Michele Galdieri. Compagnia Dapporto-Giusti, Teatro Adriano di Roma (novembre 1949)
- Snob di Michele Galdieri. Compagnia Carlo Dapporto, Teatro Lirico di Milano, 2 ottobre 1950.
- Galanteria di Michele Galdieri. Compagnia Wanda Osiris, Teatro Lirico di Milano, 19 settembre 1951.
- Sul cocuzzolo del tuo cuore di Michele Galdieri. Compagnia Carlo Dapporto, Teatro Alfieri di Torino, 10 novembre 1951.
- La piazza di Michele Galdieri. Compagnia Carlo Dapporto, Teatro Sistina di Roma (ottobre 1952)
- Chi è di scena? di e regia di Michele Galdieri. Compagnia Anna Magnani, Teatro del Casinò di Sanremo, 19 dicembre 1953.
- Disse una volta un milione di lire... di Michele Galdieri, con Luciano Virgili (1956)
- La gioia di e regia di Michele Galdieri, con Carlo Dapporto e Silvana Blasi. Teatro Alfieri di Torino, 5 ottobre 1963.
- I trionfi di Michele Galdieri, con Carlo Dapporto, Miranda Martino e Maurizio Merli. Teatro Alfieri di Torino, 15 ottobre 1964.

## Canzoni scritte da Michele Galdieri
- 1932 – Quel motivetto che mi piace tanto - musica di Dan Caslar
- 1941 – Mattinata fiorentina per Carlo Buti - musica di Giovanni D'Anzi
- 1942 – Ma l'amore no per Alida Valli - musica di Giovanni D'Anzi
- 1942 – Tu non mi lascerai per Ferruccio Tagliavini - musica di Giovanni D'Anzi
- 1945 – Munasterio 'e Santa Chiara per Ettore Fiorgenti - musica di Alberto Barberis
- 1951 – T'ho voluto bene (Non dimenticar) per Flo Sandon's - musica di Gino Redi (nel film Anna, Silvana Mangano la interpreta doppiata da Flo Sandon's)
- 1964 – Io so che tu mi lascerai per Miranda Martino - musica di Enrico Ciacci (RCA Italiana PM45-3289)
- 1964 – Nustalgia per Miranda Martino - musica di Nico Fidenco (RCA Italiana PM45-3289)
- 1964 – Tu non mi lascerai (1941) per Miranda Martino - musica di Giovanni D'Anzi (RCA Italiana PML 10383)

## Sceneggiature cinematografiche
- Cinque a zero, regia di Mario Bonnard (1932) – soggetto e sceneggiatura
- Tre uomini in frak, regia di Mario Bonnard  (1932) – soggetto e sceneggiatura
- La fortuna di Zanze, regia di Amleto Palermi (1933) – soggetto e sceneggiatura
- L'eredità dello zio buonanima, regia di Amleto Palermi (1934) – sceneggiatura
- Fiat voluntas Dei, regia di Amleto Palermi (1935) – sceneggiatura
- Inventiamo l'amore, regia di Camillo Mastrocinque (1938) – sceneggiatura
- Follie del secolo, Amleto Palermi (1939) – sceneggiatura
- Papà per una notte, regia di Mario Bonnard (1939) – sceneggiatura
- Boccaccio, regia di Marcello Albani (1940) – sceneggiatura
- Natale al campo 119, regia di Pietro Francisci (1947) – soggetto e sceneggiatura
- Il barone Carlo Mazza, regia di Guido Brignone (1948) – soggetto e sceneggiatura
- Monastero di Santa Chiara, regia di Mario Sequi (1949) – soggetto e sceneggiatura
- Totò a colori, regia di Steno (1952) – soggetto
- Gran varietà, regia di Steno (1953) – sceneggiatura
- Lacrime d'amore, regia di Pino Mercanti (1954) – sceneggiatura
- Motivo in maschera, regia di Stefano Canzio (1955) – soggetto e sceneggiatura
- Peppino e la vecchia signora, regia di Piero Ballerini (1959) – sceneggiatura